# Новодмитрівка Перша
Новодми́трівка Пе́рша — село в Україні, в Генічеському районі Херсонської області. Входить до складу Іванівської селищної громади. 

## Історія
До 1957 р. — адміністративний центр однойменної сільради, до якої входили с. Федорівка, Вознесенівка, Захарівка, Володимирівка, Лермонтівка та Павлівка, більшість з яких були зруйновані наприкінці 1960-х років, під час кампанії по ліквідації т. зв. «неперспективних сіл». Населення становить 108 осіб.
За наявними фактами та свідченнями старожилів, Новодмитрівка Перша була заснована в кінці ХІХ ст. державними селянами — переселенцями з Чернігівської, Орловської та Рязанської губерній. Перша письмова згадка про село датується 1892 роком в постанові XXVII Мелітопольських повітових зборах. Спочатку поселення називалося «Дмитрівка». Походження назви села на разі ще не встановлено.
В березні 1923 р. село стає центром однойменної сільської ради (1923—1950 рр.), якій були підпорядковані сусідні села Федорівка (2), Володимирівка (3), Вознесенівка (8), Захарівка (9), Лермонтівка та Павлівка.
У 1930 році, під час примусової колективізації, у селі було зорганізовано колгосп «Жовтень», який очолив Руснаков Давид. Він був утворений на базі двох ТСОЗів — дмитрівської «Зеленої ниви» та володимирівського «Вогника».
На початку німецько-радянської війни, 10 вересня 1941 року, поблизу Дмитрівки пропали безвісти четверо червоноармійців 664 СП 130 СД — Попов Павло, Семенніков Ілля, Назаренко Олексій та Жеватбеков Алібек.
До лав РСЧА в 1941 р. було мобілізовано     чоловік. 16 вересня 1941 року Новодмитрівка Перша була окупована гітлерівськими вояками.
Період гітлерівської окупації в Дмитрівці тривав з вересня 1941 по кінець жовтня 1943 року. У цей час з Дмитрівки до райху було вивезено кількох молодих дівчат та парубків на примусові роботи як остарбайтерів (Сердюк Євгенія 1924 р.н., Горицька Клавдія 1923 р.н., Федорова Уляна 1927 рн.) 
Дмитрівка була визволена від гітлерівців 29 жовтня 1943 р. бійцями КМГ «Буря» у складі 19 тк та 4-го Кубанського ККК в ході Мелітопольської наступальної операції.
На сільському цвинтарі знаходиться військове поховання часів Другої світової війни
На початку 1944 р. в Дмитрівці проживало 279 осіб (103 чоловіків та 176 жінок, з них 128 — діти). На 83 сім'ї припадало 68 корів. За перший післявоєнний рік з села вибуло 30 осіб, а прибуло — 5. Вже з початку 1944 р. відновила роботу Дмитрівська сільська рада, яку очолив Кузнєцов Петро (1902—1960) та місцевий довоєнний колгосп «Жовтень». В колгоспі був лише 1 комбайн (комбайнер Запорожець Василь Миколайович 1905 р.н.). На тракторній бригаді працювали Сердюк Сергій Федорович 1897 р.н., Федоренко Іван Калинович 1893 р.н. (за окупації був старостою села, за що і «відсидів» пізніше 10 років), Овсянік Микола Леонтійович 1911 р.н., Горицький Леонід Іванович 1923 р.н., Пантюшенко Григорій Васильович 1915 р.н., Дорофеєв Яків Лаврентійович 1913 р.н.
Відновила роботу місцева початкова школа (вчителі Ряполова Лідія 1914 р.н., Рибальченко Олександра 1917 р.н. та Ковальова Килина Климівна 1913 р.н.). Найстарішим мешканцем села була Станішевська Дарія Олесандрівна 1876 р.н., якій виповнилося на той час лише 70 років.
В 1946-47 рр. мешканці села пережили повоєнний голодомор, про який ще й досі пам'ятають старожили.
В 1951 р., у ході чергової кампанії з укрупнення колгоспів, утворився колгосп ім. Будьонного, центром якого стала Новодмитрівка Перша — центр однойменної сільської ради. До його складу увійшли сусідні колгоспи — «Спартак» (Захарівка), «Спайка» (Павлівка) та «Незаможник» (Федорівка). Він проіснував до 1957 р. Першим головою колгоспу був Полторацький.
В 1957 р. на території Іванівського району було створено радгосп-гігант «Мирний». Правда, проіснував він лише два роки і розпався, залишивши лише назву одному із радгоспів. З цього часу і до 1990 року Новодмитрівка Перша стає відділком № 4 місцевого радгоспу «Мирний», а пізніше — КСП «Мирний» до часу його банкрутства.
Відділок спеціалізувався на вирощенні зернових, соняхів та молочному тваринництві. Певний час тут діяв радгоспний пташник по розведенню курей-несушок. На початку 1970-х років в селі було створено автономне зрошення зі штучного ставка.
Радгоспна МТФ № 4, що функціонувала в Ново-Дмитрівці Першій, (бригадир Павловська В. Є.) була однією з найкращих в районі в 1980-х роках.
Певний час село було центральною садибою ПСГП «Прогрес» за часів його існування.
В селі народилась Ольга Іллівна Таратута (1876—1938) — українська анархо-комуністка. Засновниця українського анархістського чорного хреста.
12 червня 2020 року, відповідно до розпорядження Кабінету Міністрів України № 713-р «Про визначення адміністративних центрів та затвердження територій територіальних громад Запорізької області», увійшло до складу Іванівської селищної громади.
17 липня 2020 року, в результаті адміністративно-територіальної реформи та ліквідації Іванівського району, село увійшло до складу Генічеського району.
24 лютого 2022 року село тимчасово окуповане російськими військами під час російсько-української війни.

## Населення
Згідно з переписом УРСР 1989 року чисельність наявного населення села становила 160 осіб, з яких 78 чоловіків та 82 жінки.
За переписом населення України 2001 року в селі мешкало 165 осіб.

### Мова
Розподіл населення за рідною мовою за даними перепису 2001 року:
| Мова       | Відсоток |
| ---------- | -------- |
| українська | 95,15 %  |
| російська  | 3,64 %   |
| білоруська | 0,61 %   |
| румунська  | 0,61 %   |